# Katerine Savard
Katerine Savard, född 26 maj 1993, är en kanadensisk simmare. 

## Karriär
Savard tävlade i tre grenar för Kanada vid olympiska sommarspelen 2012 i London. Hon tog sig till semifinal på 100 meter fjärilsim och blev utslagen i försöksheatet på 200 meter fjärilsim. Savard var även en del av Kanadas lag som blev utslagna i försöksheatet på 4x100 meter medley.
Vid olympiska sommarspelen 2016 i Rio de Janeiro tävlade Savard i två grenar. Hon var en del av Kanadas lag som tog brons på 4x200 meter frisim och individuellt tog hon sig till semifinal på 200 meter frisim.
I juni 2022 vid VM i Budapest erhöll Savard ett silver då hon simmade i försöksheaten på 4×100 meter frisim där Kanada sedermera tog silver. Hon erhöll även ett brons efter att ha simmat försöksheatet på 4×200 meter frisim där Kanada sedermera tog brons i finalen. I december 2022 vid kortbane-VM i Melbourne var Savard en del av Kanadas kapplag som tog silver på 4×200 meter frisim samt tog brons och noterade ett nytt nationsrekord på 4×100 meter frisim. Hon erhöll även ett brons efter att simmat försöksheatet på 4×100 meter medley, där Kanada sedermera tog medalj i finalen.

## Personliga rekord
| Långbana (50 meter) - 100 meter frisim – 54,51 (Toronto, 22 juni 2021) - 200 meter frisim – 1.57,13 (Victoria, 6 april 2017) - 50 meter fjärilsim – 25,92 (Montreal, 25 juni 2016) - 50 meter fjärilsim – 25,92 (Quebec, 9 juli 2016) - 100 meter fjärilsim – 57,27 (Victoria, 4 april 2014) - 200 meter fjärilsim – 2.07,61 (Victoria, 5 april 2014) | Kortbana (25 meter) - 100 meter frisim – 53,15 (Eindhoven, 3 december 2021) - 200 meter frisim – 1.54,21 (Windsor, 6 december 2016) - 400 meter frisim – 4.06,86 (Eindhoven, 11 november 2021) - 50 meter fjärilsim – 25,51 (Windsor, 9 december 2016) - 100 meter fjärilsim – 56,15 (Windsor, 11 december 2016) - 200 meter fjärilsim – 2.05,25 (Tualatin Hills, 9 december 2011) |